# سیدر (کانزاس)
سیدر (به انگلیسی: Cedar) شهری در ایالت کانزاس کشور ایالات متحده آمریکا است که جمعیت آن در سرشماری سال ۲۰۱۰ میلادی، ۱۴ نفر بوده‌است.